# Julio Dalmao
Julio César Dalmao – piłkarz urugwajski, obrońca.
Jako piłkarz klubu CA Cerro był w kadrze reprezentacji podczas ekwadorskiego turnieju Copa América 1959, gdzie Urugwaj zdobył tytuł mistrza Ameryki Południowej. Dalmao nie zagrał w żadnym meczu.
Po mistrzostwach kontynentalnych przeniósł się do Argentyny, gdzie w grał w klubie CA Vélez Sarsfield, w którym latach 1961–1966 rozegrał 87 meczów.
W 1967 roku Dalmao grał w amerykańskim klubie New York Skyliners, w którym rozegrał 11 meczów. Następnie wrócił do Urugwaju, w latach 1969–1971 oraz w pierwszej połowie 1973 roku grał w klubie Huracán Buceo Montevideo, a w drugiej połowie 1973 roku w klubie Rentistas Montevideo.
Dalmao od 2 maja 1959 roku do 26 października 1968 roku rozegrał w reprezentacji Urugwaju 11 meczów i nie zdobył żadnej bramki.